# Heteropoda aureola
Heteropoda aureola là một loài nhện trong họ Sparassidae.
Loài này thuộc chi Heteropoda. Heteropoda aureola được miêu tả năm 2000 bởi He & Hu.